# آپنبورگ-وینترفلد
آپنبورگ-وینترفلد (به آلمانی: Apenburg-Winterfeld) یک منطقهٔ مسکونی در آلمان است که در التمارکریز سالزودل واقع شده‌است. آپنبورگ-وینترفلد ۱٬۷۵۶ نفر جمعیت دارد.